# Shing Records
Shing Records – polska niezależna wytwórnia płytowa z siedzibą w Gorlicach.
Szefem Shing Records (także jako „Shing  d.i.y. industry”) był Tomasz Góral.

## Wydawnictwa
- 1995: Splashdown – Full of Hope
- 1998: Pain Runs Deept – Pain Runs Deep
- 1998: Final Exit – Umeå + Teg
- 1998: Misconduct – ...Another Time
- 1998: Abhinanda – Abhinanda
- 1998: Intensity – Wash Off the Lies
- 1999: Kremlowskie Kuranty – Ludzie to lubią
- 1999: Within Reach – Together As One
- 1999: Blindside – Kickback
- 1999: Pridebowl – Where You Put Your Trust
- 1999: 1125 / Frontside – Początek ery nienawiści
- 1999: Knockdown – Down for an Eight
- 1999: Inflexible - Born to Hate
- 1999: Sunrise – Child Of Eternity
- 1999: Awake – Kingdom of Madness
- 2000: Pignation – You Would Hate To Know
- 2000: Indecision – In God We Rust
- 2000: Misconduct – A New Direction
- 2000: Sown The Seed – Awaiting The End
- 2000: Sic – Silence Is Consent
- 2000: Bramborak – Animal Voice
- 2000: Dawncore / Newborn – We Are Young... So We Scream...Just To Feel Alive / In These Desperate Days... We Still Strive For Freedom
- 2000: Schizma / Tears Of Frustration – EP
- 2000: Schizma – Unity 2000
- 2000: Fear My Thoughts – Sapere Aude
- 2001: Knockdown –All or Nothing
- 2001: Intensity – Ruins of the Future
- 2001: Coalition – Coalition
- 2001: Schizma – State of Mind
- 2001: Inflexible / Pignation – Inflexible / Pignation
- 2002: Sic / Good Old Days – Split
- 2002: Kill Your Idols – Kill Your Idols
- 2002: Sidekick – Amistad
- 2002: Blood Is The Harvest – Till The Bitter End
- 2004: Poker Face – Poker Face
- 2004: Schizma – XIII
- 2005: Hundred Inch Shadow – Rise And Falle
- 2005: Face Of Reality – Dead Nation Still Exist
- 2006: L’Esprit du clan / Schizma – International Chataigne Split
- 2007: 1125 – Victims Of Forgetting